# Szent Demeter-fatemplom (Dobosd)
A dobosdi Szent Demeter-fatemplom műemlékké nyilvánított épület Romániában, Temes megyében. A romániai műemlékek jegyzékében az  TM-II-m-A-06220 sorszámon szerepel.

## Leírása
A tölgyfából készült templom apszisa elhasadt. A régi zsindelytetőt 1931-ben bádogra cserélték. A belső falakat fenyőfával borították, és erre kerültek rá a festmények. Az oltárt a Szentháromság képe dísziti, a naosz boltozatán még halványan kivehető a Krisztus szenvedéseit ábrázoló festmény.